# Zbigniew Kawałko
Zbigniew Michał Kawałko (ur. 7 maja 1940 w Dąbrowie-Kolonii, zm. 13 lutego 2021) – polski ekonomista i polityk, poseł na Sejm X kadencji (1989–1991).

## Życiorys
W latach 60. był zawodnikiem Tomasovii Tomaszów Lubelski. Ukończył w 1963 studia magisterskie w Wyższej Szkole Ekonomicznej w Krakowie. Pracował w Państwowym Związku Gminnych Spółdzielni „Samopomoc Chłopska” w Tomaszowie Lubelskim, Hucie im. Marcelego Nowotki w Ostrowcu Świętokrzyskim, w 1967 został zatrudniony w Państwowym Ośrodku Maszynowym w Lubyczy Królewskiej. Był głównym ekonomistą, głównym księgowym, a od 1982 dyrektorem tego przedsiębiorstwa. Należał do Zrzeszenia Studentów Polskich i Związku Młodzieży Socjalistycznej. W 1967 wstąpił do Polskiej Zjednoczonej Partii Robotniczej, której członkiem był do rozwiązania partii. W aparacie partyjnym pełnił funkcję członka plenum komitetu gminnego PZPR, lektora komitetu wojewódzkiego i członka wojewódzkiej komisji rewizyjnej w Zamościu. Zajmował także stanowisko prezesa lokalnego klubu sportowego „Granica” w Lubyczy Królewskiej, należał do rady gminnej Ludowych Zespołów Sportowych
W 1989 uzyskał mandat posła na Sejm kontraktowy z okręgu zamojskiego. Na koniec kadencji należał do Parlamentarnego Klubu Lewicy Demokratycznej, zasiadał w Komisji Młodzieży, Kultury Fizycznej i Sportu oraz Komisji Polityki Gospodarczej, Budżetu i Finansów. Nie ubiegał się o reelekcję, po odejściu z parlamentu zajął się własną działalnością gospodarczą.
Pochowany na cmentarzu komunalnym w Tomaszowie Lubelskim.

## Odznaczenia
- Srebrny Krzyż Zasługi (1983)
- Medal 40-lecia Polski Ludowej
- Srebrne Odznaczenie im. Janka Krasickiego